# Discografia di Jukka Poika
Questa pagina contiene l'intera discografia di Jukka Poika, dagli esordi sino ad ora.

## Album
| Anno | Album                | Classifica | Certificazione | Vendite |
| ---- | -------------------- | ---------- | -------------- | ------- |
| 2007 | Äänipää              | 7          | –              | –       |
| 2008 | Laulajan testamentti | 25         | –              | –       |
| 2010 | Kylmästä lämpimään   | 2          | –              | –       |
| 2012 | Yhdestä puusta       | 1          | –              | –       |

## Raccolte
| Anno | Album    | Classifica | Certificazione | Vendite |
| ---- | -------- | ---------- | -------------- | ------- |
| 2013 | Kokoelma | 6          | –              | –       |

## Singoli
| Anno | Singolo            | Classifica | Classifica | Certificazioni | Vendite | Album              |
| Anno | Singolo            | Singoli    | Download   | Certificazioni | Vendite | Album              |
| ---- | ------------------ | ---------- | ---------- | -------------- | ------- | ------------------ |
| 2004 | Ei kilpailuu       | –          | –          | –              | –       | –                  |
| 2008 | Matalaenergiamies  | –          | –          | –              | –       | Äänipää            |
| 2010 | Mielihyvää         | 10         | 10         | –              | –       | Kylmästä lämpimään |
| 2010 | Ikirouta           | –          | –          | –              | –       | Kylmästä lämpimään |
| 2011 | Kylmästä lämpimään | –          | 22         | –              | –       | Kylmästä lämpimään |
| 2011 | Silkkii            | 1          | 1          | –              | –       | Yhdestä puusta     |
| 2012 | Älä tyri nyt       | 1          | 1          | –              | –       | Yhdestä puusta     |
| 2012 | Siideripissis      | –          | 10         | –              | –       | Yhdestä puusta     |
| 2012 | Potentiaali        | –          | –          | –              | –       | Yhdestä puusta     |
| 2013 | Viestii            | –          | –          | –              | –       | Yhdestä puusta     |
| 2013 | Pelimies           | –          | 23         | –              | –       | Kokoelma           |
| 2013 | Laineet            | –          | –          | –              | –       | Kokoelma           |
| 2014 | Brand New Ihanuus  | –          | 23         | –              | –       | –                  |

## Altri brani musicali
| Anno | Singolo            | Classifica | Classifica | Certificazioni | Vendite | Album                 |
| Anno | Singolo            | Singoli    | Download   | Certificazioni | Vendite | Album                 |
| ---- | ------------------ | ---------- | ---------- | -------------- | ------- | --------------------- |
| 2013 | Mitä silmät ei nää | –          | 23         | –              | –       | Vain elämää - Kausi 2 |
| 2013 | Lautalla           | –          | 11         | –              | –       | Vain elämää - Kausi 2 |

## Brani in collaborazione
| Anno | Singolo                         | Classifica | Classifica | Certificazioni | Vendite | Album         |
| Anno | Singolo                         | Singoli    | Download   | Certificazioni | Vendite | Album         |
| ---- | ------------------------------- | ---------- | ---------- | -------------- | ------- | ------------- |
| 2013 | Jossu (Cheek feat. Jukka Poika) | 1          | 1          | –              | –       | Kuka muu muka |

## Video musicali
| Anno | Titolo            | Regista       | Nota   |
| ---- | ----------------- | ------------- | ------ |
| 2011 | Silkkii           | Anatom        | [ 15 ] |
| 2012 | Älä tyri nyt      | Anatom        | [ 16 ] |
| 2012 | Siideripissis     | –             | [ 17 ] |
| 2012 | Potentiaali       | Kari Hynninen | [ 18 ] |
| 2013 | Viestii           | –             | [ 19 ] |
| 2014 | Brand New Ihanuus | –             | [ 20 ] |